# Pseudoneureclipsis usia
Pseudoneureclipsis usia is een schietmot uit de familie Dipseudopsidae. De soort komt voor in het Oriëntaals gebied.